# Oreogrammitis palauensis
Oreogrammitis palauensis är en stensöteväxtart som först beskrevs av Hosok., och fick sitt nu gällande namn av Barbara S. Parris. Oreogrammitis palauensis ingår i släktet Oreogrammitis och familjen Polypodiaceae. Inga underarter finns listade.